# Phoracantha impavida
Phoracantha impavida es una especie de escarabajo del género Phoracantha, familia Cerambycidae. Fue descrita científicamente por Newman en 1850.
Esta especie se encuentra en Australia.
Mide 2 centímetros de longitud.